# Prestfoss
Prestfoss ist eine Ortschaft in der norwegischen Kommune Sigdal, gelegen in der Provinz (Fylke) Buskerud. Der Ort stellt das Verwaltungszentrum von Sigdal dar und hat 520 Einwohner (Stand: 1. Januar 2024).

## Geografie
Prestfoss ist ein sogenannter Tettsted, also eine Ansiedlung, die für statistische Zwecke als ein Gebiet gezählt wird. Die Ortschaft liegt im Zentrum der Kommune Sigdal am südöstlichen Ufer des Sees Soneren, wo der Fluss Simoa abfließt.

## Kultur
In Prestfoss liegt das im Jahr 1940 gegründete Sigdal Museum. Außerdem befindet sich dort die Holmen kirke, eine Holzkirche aus dem Jahr 1853.

## Name
Der Name des Ortes setzt sich aus den Teilen „Prest“ (deutsch: Pfarrer) und „-foss“  (Wasserfall) zusammen. Prestfoss ist auch der Name mehrerer Wasserfälle in Norwegen.